# Carina Wenninger
Carina Wenninger (Thal, 6 febbraio 1991) è una calciatrice austriaca, di ruolo difensore dell'Austria Vienna. Ha giocato per 14 anni consecutivi al Bayern Monaco e ha giocato 127 partite con la nazionale austriaca.

## Carriera

### Club
Carina Wenninger si appassiona dal gioco del calcio fin dalla giovane età, decidendo di tesserarsi con l'SV Thal per giocare nelle sue formazioni giovanili miste fino ai 14 anni, età nella quale si trasferisce al Gratkorn giocando ancora con i ragazzi per un'altra stagione.
Nel 2006 trova un accordo con il LUV Graz per giocare per la prima volta in una formazione interamente femminile, rimanendo fino al termine della stagione 2006-2007.
Nell'estate del 2007, si trasferisce, assieme a Viktoria Schnaderbeck, nel campionato tedesco, firmando un accordo con il Bayern Monaco. Inizialmente assegnata alla seconda squadra, Wenninger fa il suo debutto con la nuova maglia il 9 settembre 2007, alla 1ª giornata della stagione di 2. Frauen-Bundesliga 2007-2008, nella partita vinta 4-0 sulle avversarie del Karlsruhe.
Wenninger trascorre quindi quattordici stagioni con la formazione bavarese, vestendo per un periodo la fascia di capitana e diventandone la calciatrice con il maggior numero di presenze (303). Inoltre, contribuisce alla vittoria di tre titoli nazionali (nel 2015, nel 2016 e nel 2021), una Coppa di Germania (nel 2012) e una Coppa di Lega (nel 2011).
Il 22 giugno 2022, Wenninger passa in prestito per una stagione alla Roma, in Serie A, lasciando così il Bayern dopo quattordici anni. Il 5 novembre seguente, contribuisce alla vittoria del suo primo titolo in maglia giallorossa, la Supercoppa Italiana, in cui la Roma supera la Juventus ai rigori.
Nell'aprile del 2023, annuncia il proprio ritiro dal calcio giocato al termine del campionato, in modo da potersi dedicare di più alla propria famiglia, nonché a un nuovo incarico nel settore femminile della federazione austriaca. Nello stesso mese, partecipa alla vittoria del campionato, primo titolo nazionale nella storia della Roma.
Dopo un anno di inattività, il 9 luglio 2024 viene annunciato il suo ritorno al calcio giocato, firmando un contratto con l'Austria Vienna .

## Statistiche

### Presenze e reti nei club
| Stagione             | Squadra              | Campionato           | Campionato | Campionato | Coppe nazionali | Coppe nazionali | Coppe nazionali | Coppe continentali | Coppe continentali | Coppe continentali | Altre coppe | Altre coppe | Altre coppe | Totale | Totale |
| Stagione             | Squadra              | Comp                 | Pres       | Reti       | Comp            | Pres            | Reti            | Comp               | Pres               | Reti               | Comp        | Pres        | Reti        | Pres   | Reti   |
| -------------------- | -------------------- | -------------------- | ---------- | ---------- | --------------- | --------------- | --------------- | ------------------ | ------------------ | ------------------ | ----------- | ----------- | ----------- | ------ | ------ |
| 2008-2009            | Bayern Monaco        | BL                   | 2          | 0          | CG              | ?               | ?               |                    | -                  | -                  |             | -           | -           | 2      | 0      |
| 2009-2010            | Bayern Monaco        | BL                   | 21         | 0          | CG              | 1               | 0               | UWCL               | 6                  | 0                  |             |             | -           | 28     | 0      |
| 2010-2011            | Bayern Monaco        | BL                   | 18         | 0          | CG              | 4               | 1               | -                  | -                  | -                  | -           | -           | -           | 22     | 1      |
| 2011-2012            | Bayern Monaco        | BL                   | 20         | 0          | CG              | 5               | 0               | -                  | -                  | -                  | -           | -           | -           | 25     | 0      |
| 2012-2013            | Bayern Monaco        | BL                   | 22         | 2          | CG              | 4               | 1               | -                  | -                  | -                  | -           | -           | -           | 26     | 3      |
| 2013-2014            | Bayern Monaco        | BL                   | 9          | 0          | CG              | 2               | 0               | -                  | -                  | -                  | -           | -           | -           | 11     | 0      |
| 2014-2015            | Bayern Monaco        | BL                   | 6          | 0          | CG              | -               | -               |                    | -                  | -                  |             | -           | -           | 6      | 0      |
| 2015-2016            | Bayern Monaco        | BL                   | 13         | 0          | CG              | 4               | 1               | UWCL               | 1                  | 0                  |             | -           | -           | 18     | 1      |
| 2016-2017            | Bayern Monaco        | BL                   | 19         | 1          | CG              | 3               | 1               | UWCL               | 5                  | 0                  |             | -           | -           | 27     | 2      |
| 2017-2018            | Bayern Monaco        | BL                   | 20         | 2          | CG              | 5               | 2               | UWCL               | 0                  | 0                  |             | -           | -           | 25     | 4      |
| 2018-2019            | Bayern Monaco        | BL                   | 21         | 1          | CG              | 4               | 0               | UWCL               | 7                  | 0                  |             | -           | -           | 32     | 1      |
| 2019-2020            | Bayern Monaco        | BL                   | 18         | 1          | CG              | 2               | 0               | UWCL               | 3                  | 2                  |             | -           | -           | 23     | 3      |
| 2020-2021            | Bayern Monaco        | BL                   | 19         | 1          | CG              | 3               | 0               | UWCL               | 8                  | 0                  |             | -           | -           | 30     | 1      |
| 2021-2022            | Bayern Monaco        | BL                   | 14         | 0          | CG              | 3               | 1               | UWCL               | 5                  | 0                  |             | -           | -           | 22     | 1      |
| Totale Bayern Monaco | Totale Bayern Monaco | Totale Bayern Monaco | 222        | 8          |                 | 40              | 7               |                    | 35                 | 2                  |             | -           | -           | 297    | 17     |
| 2022-2023            | Roma                 | A                    | 21         | 1          | CI              | 5               | 0               | UWCL               | 9                  | 1                  | SI          | 1           | 0           | 36     | 2      |
| Totale carriera      | Totale carriera      | Totale carriera      | 243        | 9          |                 | 45              | 7               |                    | 44                 | 3                  |             | 1           | 0           | 333    | 19     |

## Palmarès

### Club
- Campionato tedesco: 3

Bayern Monaco: 2014-2015, 2015-2016, 2020-2021
- Coppa di Germania: 1

Bayern Monaco: 2011-2012
- Bundesliga-Cup

Bayern Monaco: 2011
- Supercoppa italiana: 1

Roma: 2022
- Campionato italiano: 1

Roma: 2022-2023

### Nazionale
- Cyprus Cup: 1

2016

### Individuale
- Gran Galà del calcio AIC: 1

Squadra dell'anno: 2023